# Federación Estatal de Lesbianas, Gais, Trans, Bisexuales, Intersexuales y más
La Federación Estatal de Lesbianas, Gais, Trans, Bisexuales, Intersexuales y más, conocida por su acrónimo FELGTBI+, es la federación de asociaciones LGTBI+ más numerosa de España. Fundada en 1992 en 2018 forman parte de la organización 56 asociaciones de carácter local, provincial y autonómico con presencia en casi todas (en 16 de 17) las comunidades. Desde 2024 la preside la activista valenciana Paula Iglesias.
Entre sus finalidades se encuentran la coordinación del movimiento asociativo LGBTI+, la reivindicación de la igualdad legal, el respeto social hacia la diversidad afectivo-sexual, la puesta en marcha de campañas de sensibilización y denuncia –incluyendo la celebración anual del Orgullo Estatal LGTBI+ y la formación de activistas de sus asociaciones miembro.  
FELGTBI+ fue la primera organización LGTBI+ de España en reivindicar el matrimonio entre personas del mismo sexo en España. Sus acciones se caracterizan por reivindicar los derechos LGBTI+ desde planteamientos integradores (matrimonio, ley de identidad de género o ley de igualdad) e identitarios (Orgullo LGTBI+ o cultura LGTBI+). Para ello realiza campañas gráficas, promueve la presencia en los medios y la negociación política, organiza conferencias y manifestaciones y presta servicios al colectivo LGTBI+ a través de sus asociaciones miembro. 
Ha sido una de las entidades representantes de personas trans y LGTBI+ que, junto con Fundación Triángulo y Chrysallis, ha trabajado en la Ley Trans y LGTBI+ aprobada en febrero de 2023.

## Historia

### Años 1990
La Federación Estatal de Gais y Lesbianas (FEGL) se funda el 28 de abril de 1992por la asociación feminista Comité Reivindicativo y Cultural de Lesbianas (Crecul), por COGAM, tras desligarse de la Coordinadora de Frentes de Liberación Homosexual del Estado Español (COFLHEE) creada en 1977y la Agrupación Gay de Madrid (Agama). Los estatutos fundacionales contemplan dos presidencias, una para cada sexo al mismo tiempo, a fin de establecer una representación paritaria, y que son ocupadas por Elena de León Criado, presidenta de Crecul, y por Miguel Ángel Sánchez Rodríguez, portavoz de Cogam, respectivamente.
En 1993 se integra en la federación la asociación Casal Lambda (Barcelona), y a partir de 1994 lo hacen la Asociación Nos (Granada) y Gais Cristians (Cataluña). El histórico activista LGTB Armand de Fluvià ocupó la tercera presidencia de la Federación y Mili Hernández la ocupó provisionalmente en 1997.
Durante la década de los años 90 van ingresando en la entonces denominada FEGL algunas asociaciones de distintos puntos de España en un proceso de convergencia de diferentes sensibilidades. A finales de la década solicitan su ingreso algunas de las principales asociaciones del país como Gehitu (País Vasco), Colectivo Lambda (Valencia) o Asociación Ojalá (Málaga) en un intento de forjar la unidad entre asociaciones para llevar a buen término una propuesta de ley de parejas de hecho.

### Años 2000

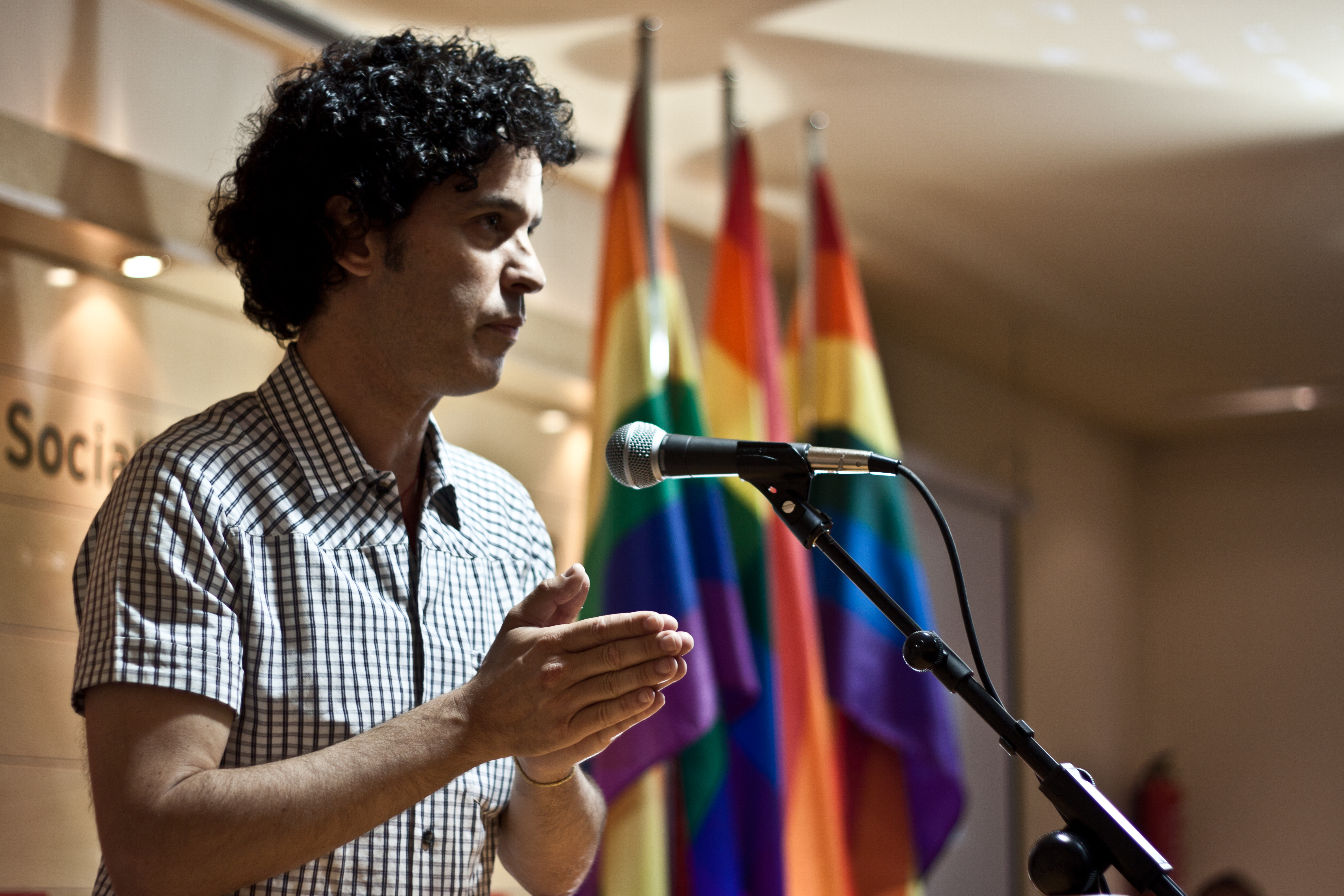
Durante la presidencia de Pedro Zerolo se modificaron estatutos, incrementaron el número de asociaciones miembro y se logró notable repercusión social y mediática.

Tras estos primeros pasos y, a medida que las asociaciones integrantes aumentaban, se produce una refundación en el seno de la Federación que cristaliza con la celebración en Granada del I Congreso celebrado en el año 2000. Se aprueban unos nuevos estatutos, se modifica la estructura orgánica y es elegido presidente Pedro Zerolo. La Federación se renombra como Federación Estatal de Lesbianas y Gais (FELG).
En su II Congreso, celebrado en Madrid en 2002, se amplían los objetivos de la Federación, que pasa a denominarse Federación Estatal de Lesbianas, Gays y Transexuales (FELGT), reconociendo así el trabajo realizado por las asociaciones transexuales.También se introducen novedades en el funcionamiento interno de la Federación como la potenciación de la alternancia de género, la introducción de la limitación de mandatos en la presidencia y la paridad en los órganos de gobierno. A lo largo de la primera década de los años 2000 la reivindicación de una ley de parejas de hecho se sustituye progresivamente por la reclamación del derecho al matrimonio civil homosexual como expresión del objetivo de la igualdad legal. 

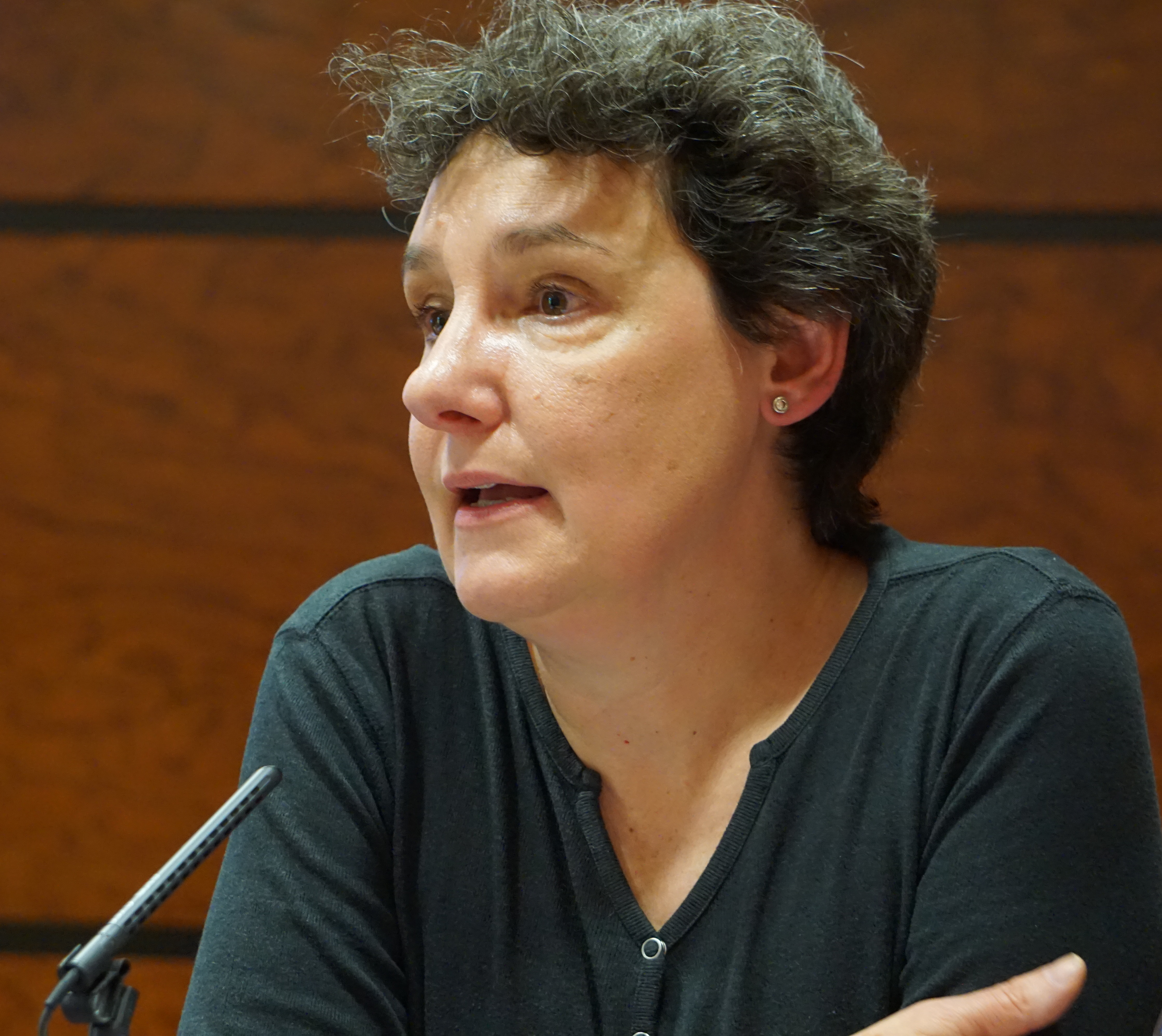
Beatriz Gimeno fue presidenta de FELGTB en 2003. Durante su etapa se legalizó el Matrimonio homosexual y se aprobó la Ley de Identidad de Género en España.

En junio de 2005, en vísperas de la aprobación el 30 de junio en el Congreso de los Diputados del matrimonio civil homosexual, Madrid acoge el III Congreso de la Federación bajo el lema "Avanzamos". Beatriz Gimeno es la presidenta de la Federación en este periodo y este congreso contó con una notable presencia de políticos como Gaspar Llamazares (Izquierda Unida), Pedro Zerolo (PSOE), sindicalistas como José María Fidalgo (Comisiones Obreras) o la Secretaria de Estado de Servicios Sociales, Familias y Discapacidad Amparo Valcarce. Un año más tarde, en 2006, se aprueba la Ley de Identidad de Género que reconoce el derecho a la identidad de género de las personas transexuales y a su derecho a modificar su nombre y sexo sin necesidad de intervención quirúrgica ni tutela judicial.
En el IV Congreso, celebrado en Madrid entre el 4 y el 6 de mayo de 2007 bajo el lema "Construyendo Ciudadanía", se aprueba añadir una "B" de bisexual a las siglas y al acrónimo de la entidad, consolidándose el nombre actual de Federación Estatal de Lesbianas, Gais, Transexuales y Bisexuales (FELGTB). Se renuevan los órganos de dirección y es elegido presidente Antonio Poveda, hasta entonces presidente del Col·lectiu Lambda de Valencia. Progresivamente se van incorporando nuevas asociaciones, se crea una oficina técnica de apoyo que profesionaliza la entidad y comienzan nuevas áreas de trabajo como las Área de Bisexualidad, de Diversidad y de Cultura. En julio de 2008 la FELGTB adquiere la condición de miembro consultivo del Consejo Económico y Social de la ONU (ECOSOC), siendo la cuarta organización LGBTI en conseguir dicha condición.

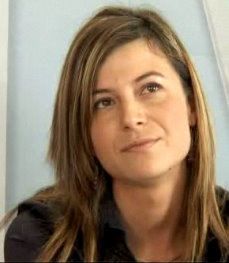
Bibiana Aído, entonces Ministra de Igualdad, inauguró el V Congreso de FELGTB

El V Congreso, inaugurado en Madrid el 24 de abril de 2009 por la Ministra de Igualdad Bibiana Aído, reunió a más de 200 activistas LGTB de todo el país para analizar estrategias en la lucha contra la discriminación por motivo de orientación sexual. El lema escogido fue "Educando en la Igualdad" y se abordaron aspectos como la donación de óvulos dentro de los matrimonios de mujeres, la violencia dentro de la pareja o las demandas a las Administraciones públicas en lo referente a la ley de identidad de género.

### Años 2010

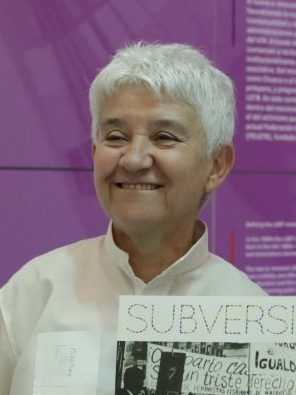
Boti García Rodrigo, histórica activista y cuarta mujer que presidió FELGTB (2012-2015)

En marzo de 2012 se celebra en Madrid el VI Congreso, bajo el lema "Iguales en dignidad, iguales en derechos", que elige a Boti García Rodrigo presidenta de la Federación. Con la participación de más de 50 asociaciones se señalan como línea prioritaria de actuación la defensa del matrimonio igualitario, ante la posibilidad de que el Tribunal Constitucional fallara en contra del matrimonio homosexual ante el recurso impulsado por el Partido Popular. También se acuerda impulsar un pacto de Estado sobre el VIH/Sida, y el pleno respeto a la diversidad sexual desde el ámbito educativo.

"La FELGTB ha de ser, es y seguirá siendo fuerza, entusiasmo, ganas, lucha, trinchera y “BIsibilidad”"
Boti García Rodrigo, sobre FELGTB (2012)

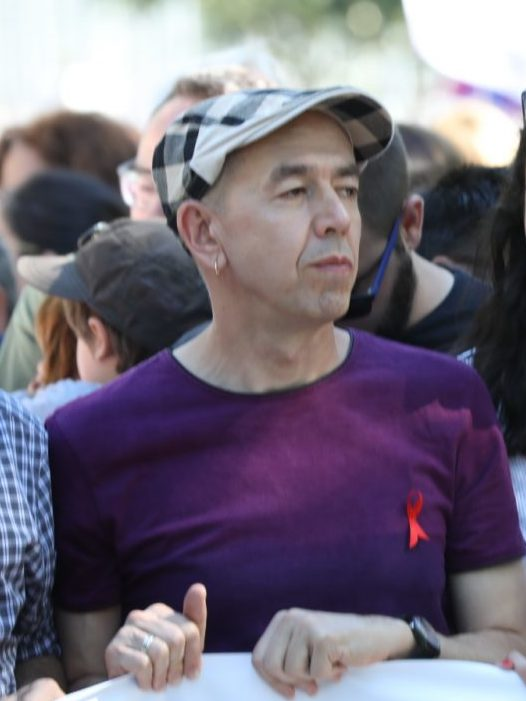
Jesús Generelo, presidente de FELGTB entre 2015 y 2018, durante la manifestación del World Pride 2017

"Leyes por la igualdad real ya" fue el lema escogido para el VII Congreso celebrado en febrero de 2015. Boti García Rodrigo declinó volver a presentarse para la presidencia, indicando la conveniencia de contar con nuevas caras y planteando nuevas líneas. Jesús Generelo es elegido nuevo presidente, estando al frente de un grupo paritario de 12 personas. Tras estar al frente de la organización durante tres años Generelo finalizó la presidencia en el siguiente congreso aunque anunció su intención de continuar en el equipo que negocia el desarrollo de la Ley de Igualdad LGTB y en el comité organizador del Orgullo. Entre los hitos reflejados en esta etapa de la organización figura la organización del World Pride 2017 y el inicio de la tramitación parlamentaria de la Ley de Igualdad.

"Tenemos un texto muy sólido en el Congreso que puede poner a España en el liderazgo mundial de la defensa de los derechos del colectivo LGTBI; ya está en trámite y es cuestión del trabajo parlamentario que se saque el mejor texto posible"
Jesús Generelo, sobre la Ley de Igualdad

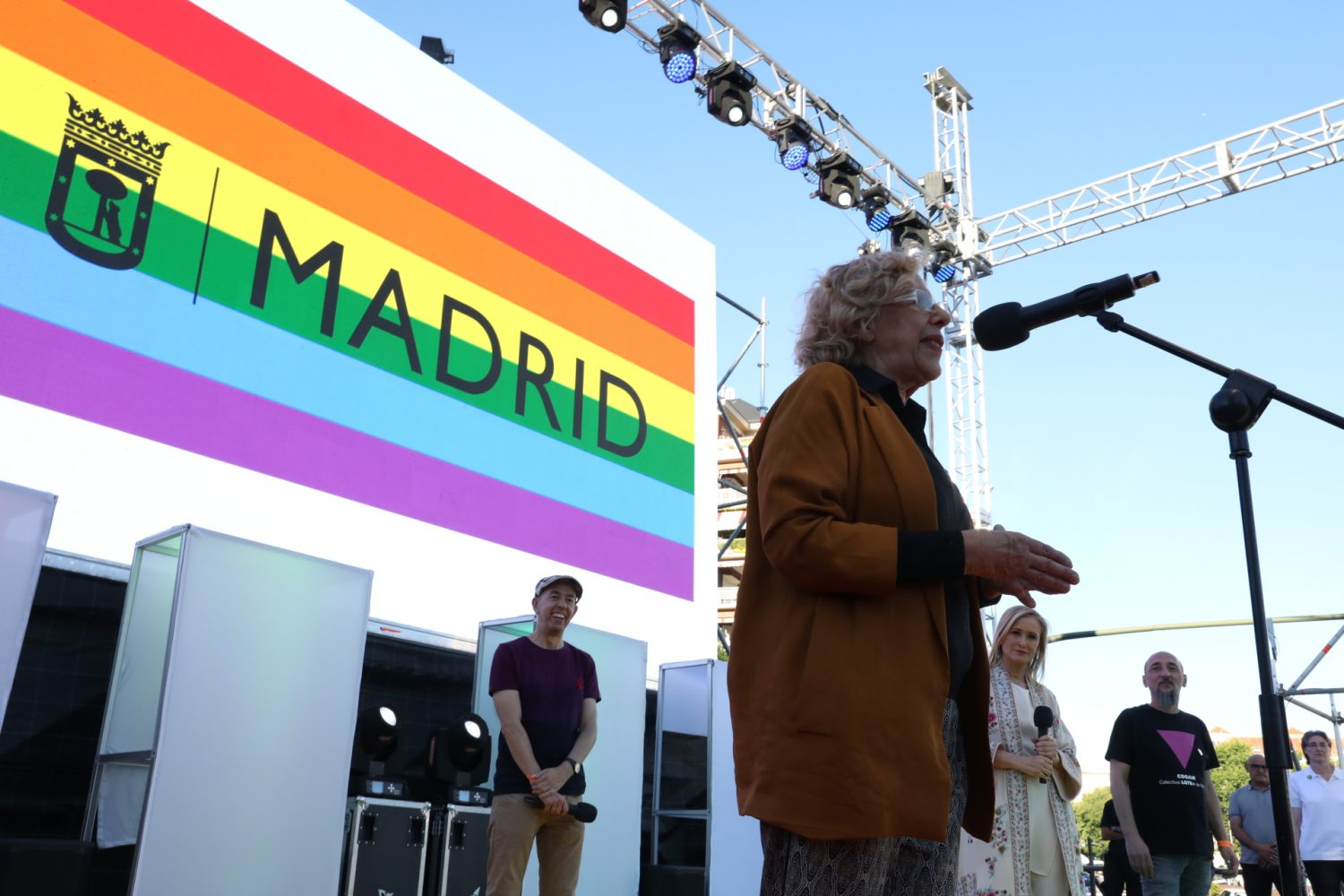
La alcaldesa de Madrid, Manuela Carmena (izda.), y la presidenta de la Comunidad de Madrid, Cristina Cifuentes (dcha.), pronunciaron sendos discursos de clausura en la manifestación del World Pride 2017.

Entre los días 12 y 14 de abril de 2018, bajo el lema "‘Impulsando Leyes, TRANSformando la Sociedad", se celebró el VIII Congreso en Madrid. La hasta entonces responsable de Educación y Laboral, Uge Sangil, fue elegida nueva presidenta de la organización en una lista que renovaba 6 de los 12 puestos. Fundadora de la asociación LGTB Algarabía, con sede en Tenerife, entidad que presidió durante ocho años, la elección de Sangil supuso también la salida de activistas en puestos de responsabilidad en la organización como Boti Rodrigo, Santiago Redondo, Amanda Rodríguez, Rubén López o Charo Alises.

"Es una lista de continuidad, beneficiosa para que se haga renovación, pero manteniendo la experiencia y el trabajo realizado hasta el momento; es un congreso con diálogo ordenado y con las ideas muy claras que no van a poner en riesgo el trabajo realizado en los últimos años"
Jesús Generelo, sobre la elección de Uge Sangil como Presidenta de FELGTB

## Presidencia
Desde su creación en 1992 han ocupado la presidencia de FELGTBI+ personas con amplia trayectoria en el activismo LGTBI+.
- María Elena de León Criado (1992-1993), mujer cis lesbiana.
- Miguel Ángel Sánchez Rodríguez (1992-1993), hombre cis gay.
- Armand de Fluvià (1993-1997),[42] hombre cis gay.
- Mili Hernández (1997-2000), mujer cis lesbiana.
- Pedro Zerolo (2000-2003),[43] hombre cis gay.
- Beatriz Gimeno (2003-2007),[44] mujer cis bisexual.
- Antonio Poveda (2007-2012),[45] hombre cis gay.
- Boti García Rodrigo (2012-2015),[46] mujer cis lesbiana.
- Jesús Generelo (2015-2018),[47] hombre cis gay.
- Uge Sangil (2018-2024),[48] persona trans lesbiana.
- Paula Iglesias (2024-presente),[6] mujer cis lesbiana.

## Entidades federadas
En 2021 integran la FELGTBI+ 57 asociaciones cuyo ámbito de acción se desarrolla en 16 comunidades autónomas (a excepción de Navarra que no cuenta con ninguna asociación integrada en la federación) y la ciudad autónoma de Melilla. Las comunidades con mayor presencia asociativa son Cataluña, Madrid y Comunidad Valenciana.
- Chiguitxs LGTB+ Palencia (Palencia)
- GYLDA LGTBI+ (La Rioja)
- Casal Lambda (Barcelona)
- ASFAGALEM (Murcia)
- Gay Sitges Link (Sitges)
- Violetas LGTBI La Palma (La Palma)
- ALAS A Coruña (La Coruña)
- Nos Mesmas (Vigo)
- Xega Xoven (Asturias)
- Xega (Asturias)
- ALEGA (Cantabria)
- Errespetuz (País Vasco)
- Gehitu (País Vasco)
- Segoentiende (Segovia)
- Lesgávila (Ávila)
- Iguales USAL (Universidad de Salamanca)
- Iguales (Salamanca)
- SOMOS (Aragón)
- Magenta (Aragón)
- Stop Sida (Cataluña)
- LGTB Terrassa (Tarrasa)
- GAYLESPOL (Cataluña)
- GAG (Cataluña)
- Sin Vergüenza (Cataluña)
- Gais Positius (Cataluña)
- ACATHI (Cataluña)
- It Gets Better España (Madrid)
- Gitanas feministas por la diversidad (Madrid)
- COGAM (Madrid)
- FuenlaEntiende (Fuenlabrada)
- Fundación 26 de Diciembre (Madrid)
- Galehi (Madrid)
- Crismhom (Madrid)
- Fundación Daniela (Madrid)
- Arcópoli (Universidad Complutense y Universidad Politécnica de Madrid)
- Ben Amics (Islas Baleares)
- La Llave Del Armario (Ibiza y Formentera)
- Castelló LGTBI (Castellón)
- GALESH (Comunidad Valenciana)
- Diversitat (Alicante)
- CLGS  (Safor)
- Lambda (Comunidad Valenciana)
- Bolo Bolo (Castilla-La Mancha)
- Extremadura Entiende (Extremadura)
- Acción Diversa (Andalucía)
- Ojalá (Málaga)
- Jerelesgay (Jerez de la Frontera)
- DeFrente (Sevilla)
- No Te Prives (Murcia)
- Galactyco (Cartagena)
- Colectivo Gamá (Gran Canaria)
- Altihay (Fuerteventura)
- Diversas (Tenerife)
- Amlega (Melilla)
- Violetas LGTBI (La Palma)

## Estructura
La estructura organizativa de FELGTBI+ en 2021 se compone de:
- Comisión Ejecutiva: integrada por los cargos unipersonales de Presidencia, dos Vicepresidencias, Secretaría, Secretaría de Organización, Tesorería, Secretaría de Actas y tres Vocalías.

- Comisión Permanente: conformada por la Comisión Ejecutiva y las y los coordinadores de las Áreas Federales.

- Consejo Federal: engloba a las y los representantes de todos los colectivos que conforman la Federación y la Comisión Permanente.

- Congreso FELGTBI+: celebrado cada tres años con los y las delegados de los colectivos miembro y la Comisión Permanente. En este espacio se marca la estrategia a seguir por la FELGTBi+ con carácter trianual y se elige el equipo de gobierno.

A su vez la FELGTBI+ cuenta con varias Áreas de Trabajo:
- Área de Políticas Lésbicas,  Archivado el 26 de mayo de 2020 en Wayback Machine. Transexuales  Archivado el 15 de marzo de 2019 en Wayback Machine. y Bisexualidad: fomentan las políticas de igualdad y visibilidad en estos tres ámbitos desde una perspectiva interdisciplinar.
- Área de Salud Integral y VIH Sida: Archivado el 26 de abril de 2020 en Wayback Machine. trabaja para la prevención del VIH/Sida y de otras Infecciones de Transmisión Sexual como un elemento fundamental dentro de las reivindicaciones. También hacen una especial labor en la lucha por el bienestar de las personas seropositivas.
- Área de Educación: trabaja para que todas las personas responsables de la educación conozcan y apliquen el reconocimiento de la diversidad afectivo-sexual y promuevan la superación de los comportamientos sexistas.
- Área de Juventud: Archivado el 25 de mayo de 2020 en Wayback Machine. reivindica que las y los jóvenes tengan el derecho a vivir y a expresar su orientación y/o identidad sexual libremente.
- Área Internacional: Archivado el 25 de mayo de 2020 en Wayback Machine. denuncia la vulneración de los Derechos Humanos de las personas LGTB y trabaja con plataformas internacionales para luchar contra la discriminación del colectivo LGTB en el mundo.
- Área de Asuntos Religiosos: Archivado el 26 de mayo de 2020 en Wayback Machine. reivindica el Derecho que tienen las personas LGTB a pertenecer a un culto o religión sin ser discriminados por su orientación sexual.
- Área de Cultura: Archivado el 6 de febrero de 2020 en Wayback Machine. visibiliza la amplia y rica cultura del colectivo LGTB.
- Área de Familias: Archivado el 6 de octubre de 2019 en Wayback Machine. creada en 2013 elabora contenidos y acciones sobre nuevos modelos familiares.

Aunque no existan creadas como un área específica algunos aspectos son tratados con especial atención como los Eventos y Formación, Archivado el 26 de mayo de 2020 en Wayback Machine.  los aspectos del entorno Laboral Archivado el 26 de mayo de 2020 en Wayback Machine. y la situación de las personas Mayores y Diversidades. Archivado el 3 de mayo de 2017 en Wayback Machine.
Para la coordinación de toda la estructura existe una Oficina Técnica integrada por personal técnico de salud, formación y educación, así como prensa, contabilidad y administración.

## Activismo y campañas

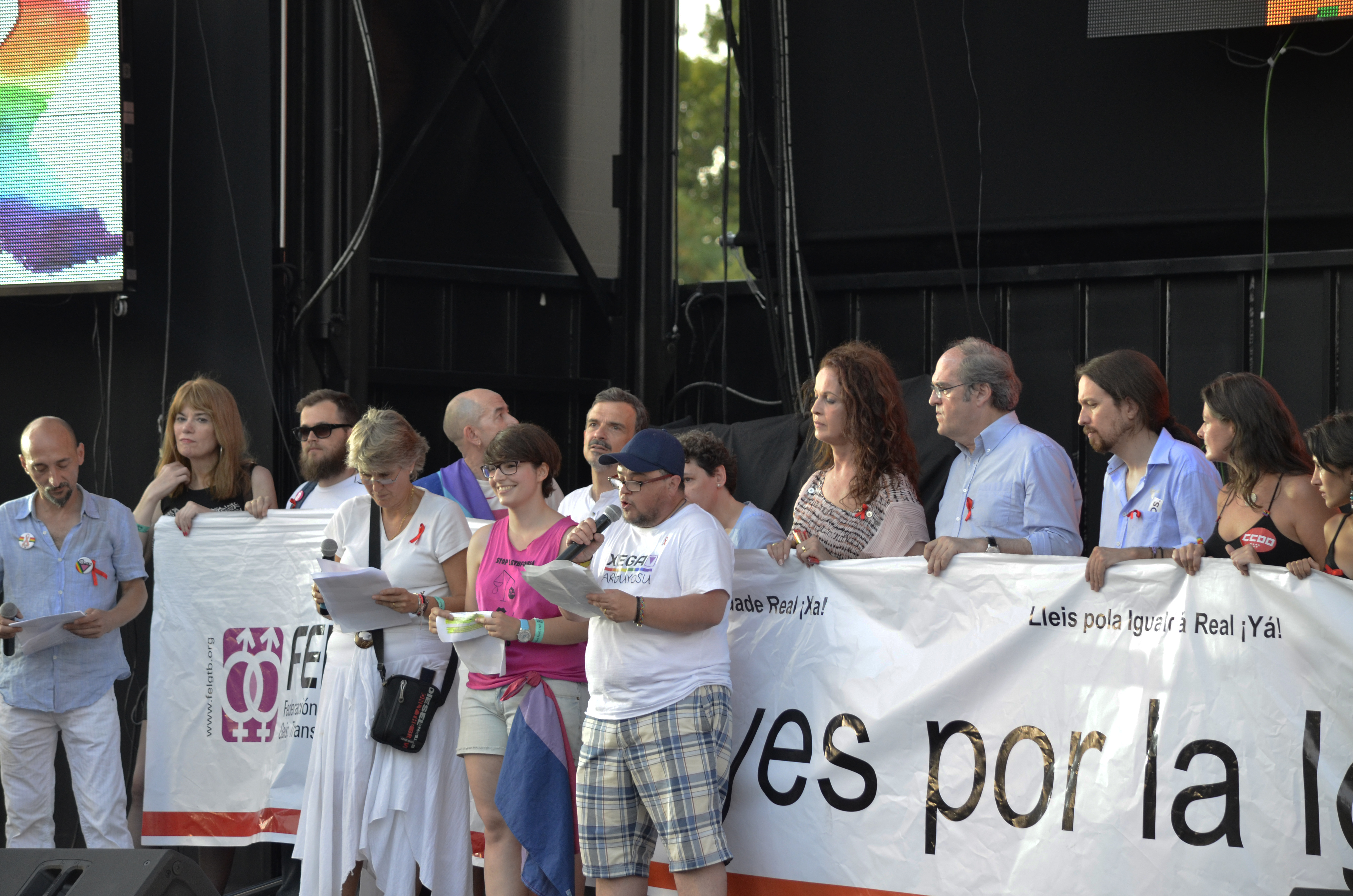
La manifestación del Orgullo LGTB de Madrid es, en su estilo, la más multitudinaria de cuantas se organizan en España. Organizada por FELGTBI+ y COGAM suelen acudir personalidades relevantes de los campos culturales, sociales, económicos y políticos.

La FELGTBI+ reivindica la igualdad legal, la igualdad real y el respeto social por la diversidad. Es promotora y convocante, junto a COGAM, de la manifestación estatal del Día Internacional del Orgullo LGBTI que usualmente se celebra el sábado siguiente al 28 de junio. La fecha del 28 de junio se suele reservar para que las diferentes asociaciones LGTBI+ festejen el Día Internacional del orgullo del colectivo de lesbianas, gays, bisexuales, transexuales e intersexuales en sus respectivas localidades.
La Federación fomenta la formación de los activistas de las asociaciones miembro de la federación incluyendo una plataforma de formación en su página web. También mantiene relaciones de colaboración, más o menos estrechas, con diversas organizaciones como sindicatos, partidos políticos, organizaciones pro-Derechos Humanos, organizaciones estudiantiles, organizaciones de madres y padres de alumnas y alumnos, otras organizaciones LGBTI españolas y en el extranjero, organizaciones feministas, organizaciones religiosas y empresas privadas.

### Campañas anuales

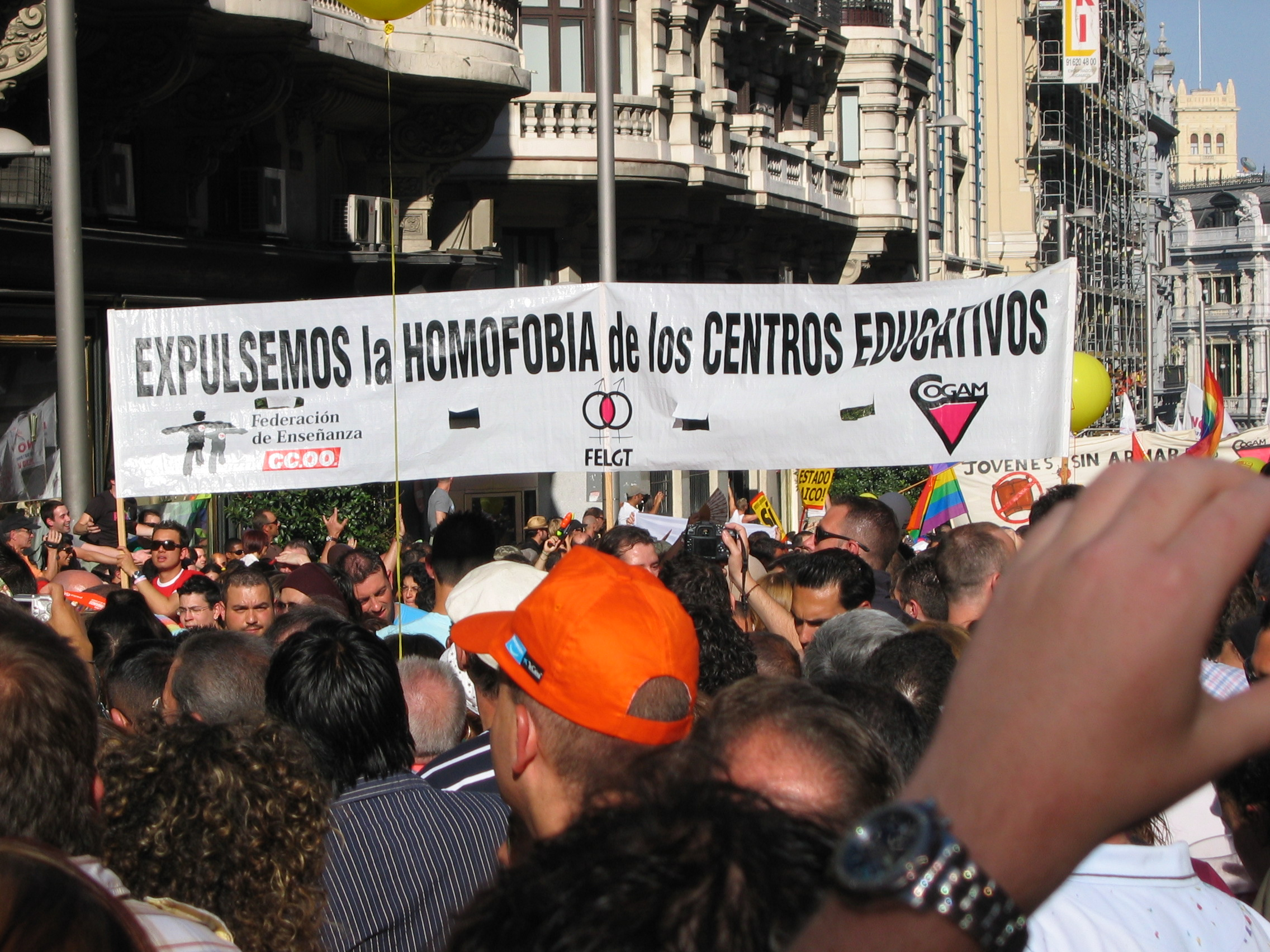
Anualmente FELGTB elige un tema de interés para el colectivo LGTB (por ejemplo, la homofobia, la educación, los derechos humanos o la bisexualidad) como hilo conductor de su campaña anual.

La FELGTBI+ elige anualmente un aspecto concreto de la realidad LGTBI+ sobre el que centrar sus esfuerzos, elaborando materiales y planteando propuestas de mejora:
- 2008: Año de la Visibilidad Lésbica.[59]
- 2009: "Escuelas Sin Armarios - Año de la Diversidad afectivo-sexual en la Educación".[60]
- 2010: Año para Trans-Formar.[61]
- 2011: "Año en Positivo: +salud +solidaridad".[62]
- 2012: Año de la defensa del matrimonio igualitario.[63]
- 2013: "¡Jóvenes sin Armarios! - Año de la Diversidad Sexual y de Género en la Juventud".[64]
- 2014: Año por los Derechos Humanos LGTB.[65]
- 2015: "Con la voz bien alta - Frente a los delitos de odio LGTB ¡no te calles!"[66]
- 2016: #2016Bisexual.[67]
- 2017: "Por los derechos LGTB en todo el Mundo".[68]
- 2018: "2018 Liberación Trans".[69]
- 2019: "Mayores Sin Armarios: ¡Historia, Lucha y Memoria!"[70]
- 2020: "Mujeres LBT: Sororidad y Feminismo"[71]
- 2021: "Feminismos, igualdad y derechos humanos"[72]
- 2022: “30 años de lucha: Derechos y Resiliencia”
- 2023: "Familias LGTBI+: Abrazando la diversidad familiar"

### Festival La Culta
El Festival La Culta es una iniciativa para favorecer el desarrollo de actividades culturales durante el Orgullo LGTB a nivel estatal. Con esta iniciativa se promueven los proyectos, esencialmente de literatura, teatro, música, danza, cine y artes plásticas, cuya temática está relacionada con la visibilidad y problemáticas del colectivo LGTBI (incluyendo temáticas ligadas al feminismo).

### Red Educa
La Red Educa es una iniciativa en la que participan 9 entidades de FELGTB en el curso 2016-2017. Mediante charlas, talleres y actividades dirigidas al alumnado de primaria y secundaria, al profesorado y a las familias promueve que tanto colegios como institutos sean en espacios seguros y se forme a los más pequeños en la inclusión y el respeto a la diversidad.

### Campañas VIH/Sida

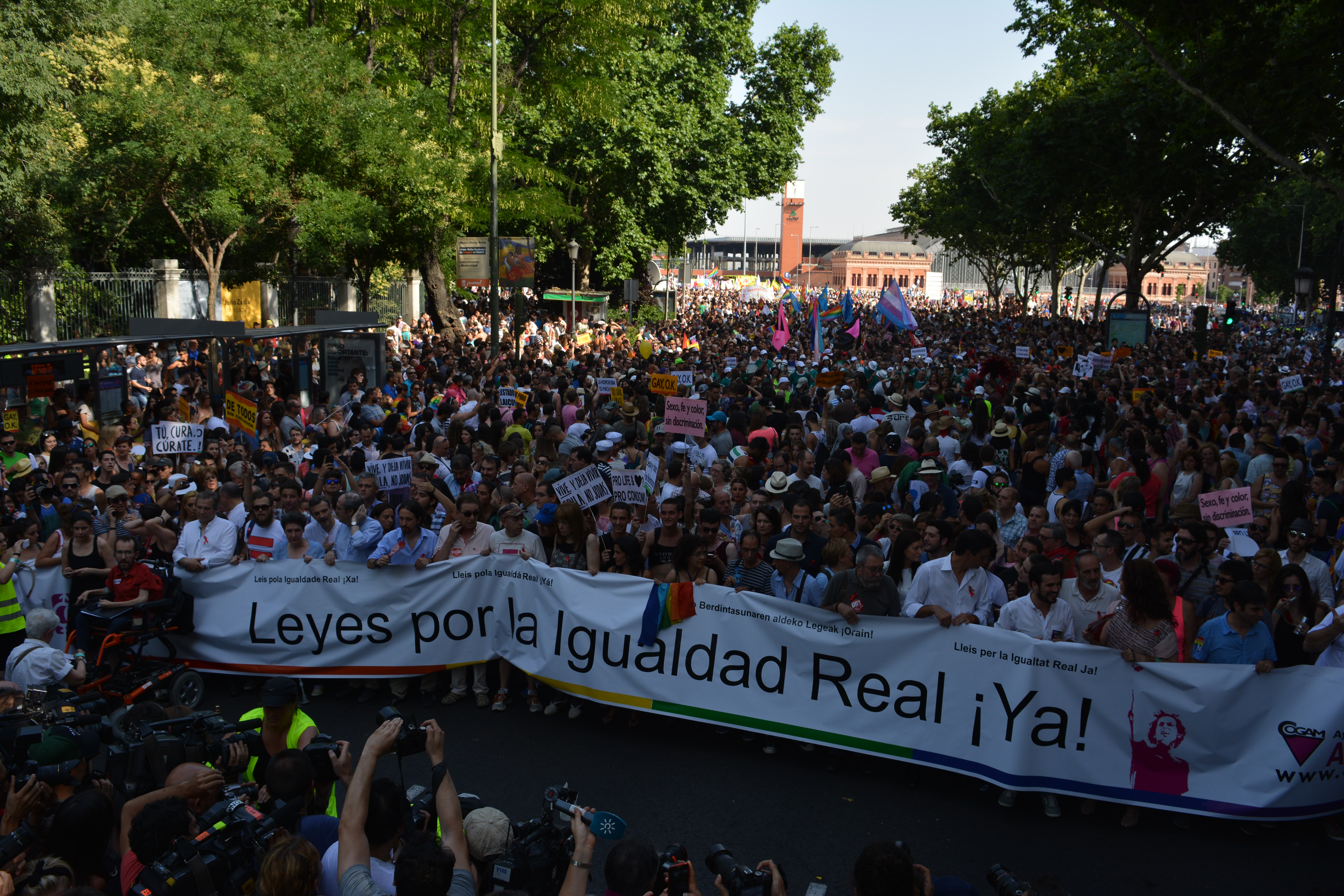
La reivindicación por los derechos LGTB es una constante en la FELGTB desde su creación.

Desde 2006 la Federación ha realizado diversas campañas de sensibilización referidas al VIH/Sida enfocadas a diferentes grupos como "VIH/Sida aquí y ahora... hablemos" (2010), "Osos, especie protegida" (2008), "Me quiero, me cuido, me protejo" (2011) o "Retrátate ante el VIH" (2011). También ha colaborado y ofrecido soporte a otras campañas de temática similar realizadas conjuntamente con el Ministerio de Sanidad y otras ONGs que trabajan con el colectivo LGTB.

### Relaciones con el Partido Popular

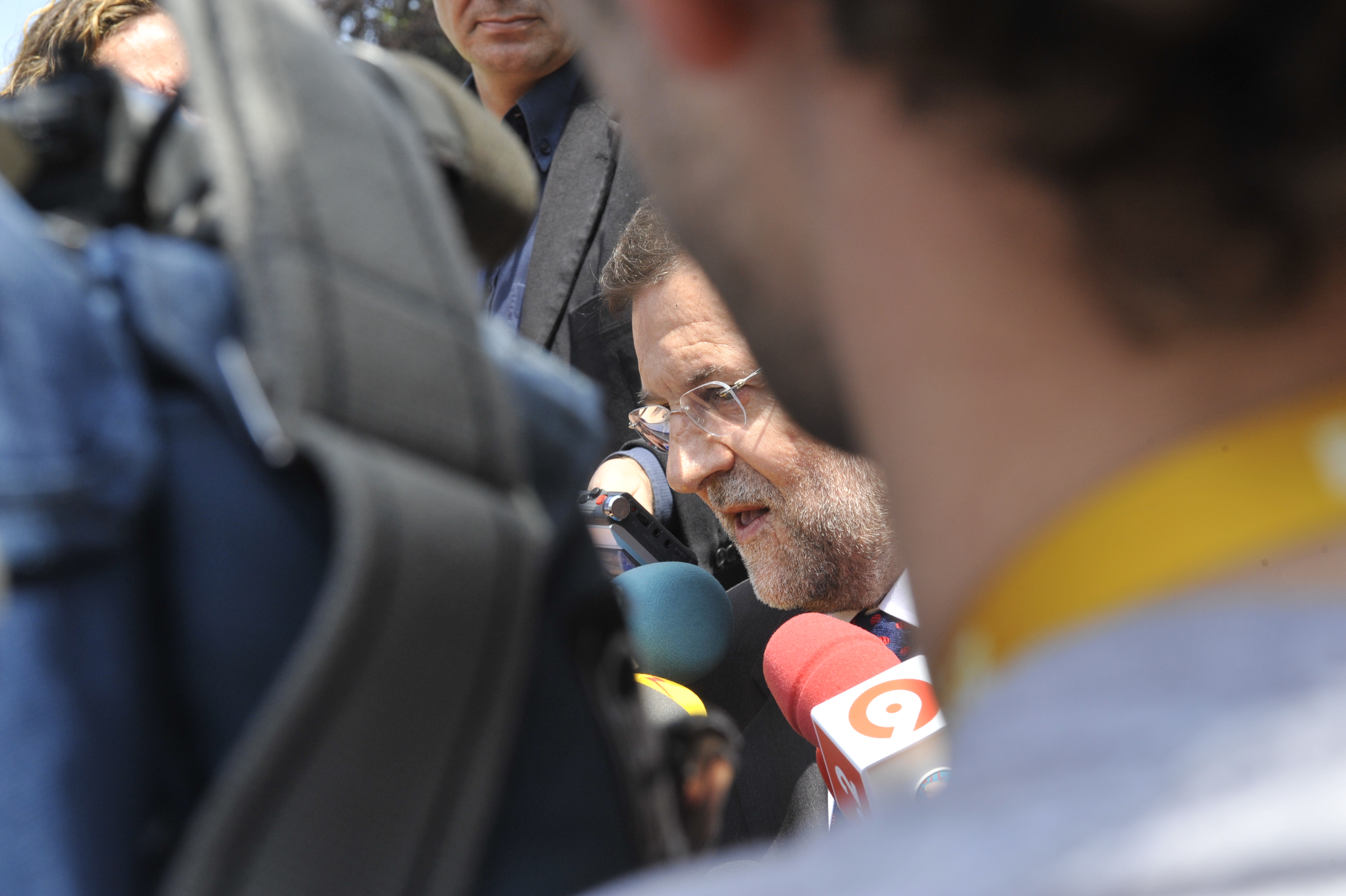
Las discrepancias entre las posiciones políticas defendidas por el Partido Popular (su presidente, Mariano Rajoy, en la foto) y la FELGTB motivaron, en 2004 y 2008, que la federación y sus entidades hicieran campañas para solicitar que no se votara a esta formación.

La FELGTB ha presentado diversas campañas políticas, tales como "2004 no votes PP" o "2008 Vota Rosa". Beatriz Gimeno justificó esta última consigna señalando la necesidad de un cambio político para "avanzar nuestras reivindicaciones". Esperanza Aguirre, en respuesta a esta campaña, mantuvo que la orientación sexual no debía determinar la orientación política y señaló convencida de que "la mayoría de los gais va a votar Esperanza, y va a votar al PP". Sin embargo, en las Elecciones Generales de 2008 se publicó en prensa que el barrio gay madrileño de Chueca votó más al PSOE que al PP. Ana Botella, número dos de la lista del PP al Ayuntamiento de Madrid quien posteriormente ejercería el cargo de alcalde, se limitó a señalar que las reivindicaciones de la FELGTB no entraban dentro de las competencias del consistorio.
Durante la tramitación de la ley del Matrimonio entre personas del mismo sexo en España, la FELGTB criticó la actuación del PP en diversos momentos, especialmente al llevar como experto al psiquiatra Aquilino Polaino quien señaló que la homosexualidad "era una patología".
El 20 de abril de 2007 la FELGTB calificó de "incoherentes" las declaraciones de Mariano Rajoy sobre las bodas homosexuales. Rajoy señalaba por un lado que si su hijo se casase con un hombre asistiría a su boda mientras que su partido planteó un recurso de inconstitucionalidad a la ley vigente.
El 4 de mayo de 2017 FELGTB presentó en el Congreso de los Diputados un proyecto de Ley contra la Discriminación por Orientación Sexual, Identidad o expresión de género y características sexuales, y de igualdad social de lesbianas, gais, bisexuales, transexuales y transgénero. En la elaboración del borrador del proyecto presentado participaron organizaciones de defensa de los derechos LGTB y entidades pro derechos humanos. Durante su registro en la cámara representantes de todos los grupos parlamentarios, a excepción del Grupo Popular, estuvieron presentes dando su apoyo a la iniciativa. El Partido Popular alegó que tienen como norma no acompañar registros de leyes que no sean presentados por ellos mismos. Posteriormente, en un artículo publicado en prensa, el presidente de FELGTB, Jesús Generelo, solicitó que el PP apoyara expresamente la Ley incidiendo en que el partido ya había apoyado iniciativas similares en varias comunidades autónomas o que en su último congreso se aprobó la necesidad de apostar por una Ley de Igualdad LGTBI.

El PP tiene un pasado con muchas sombras en lo tocante a la defensa del colectivo LGTB. La imposición, en 2005, de un recurso en el Tribunal Constitucional (TC) frente al Matrimonio Igualitario todavía duele.  (...) Suponemos que la contundente respuesta del TC a tamaño error histórico les hizo reflexionar como partido. Ahora tiene la ocasión de hacer olvidar de una vez por todas un pasado que no le favorece."
Jesús Generelo, presidente de FELGTB

### Relaciones con la Iglesia católica
La política de la FELGTB en relación con la Iglesia católica ha venido marcada por constantes enfrentamientos originados por la postura doctrinal eclesiástica en materia de diversidad sexual. También la defensa de los Derechos Humanos por parte de FELGTB ha sido objeto de polémica con el secretario de Estado de la Santa Sede Tarcisio Bertone, quien vinculó la homosexualidad con la pedofilia.

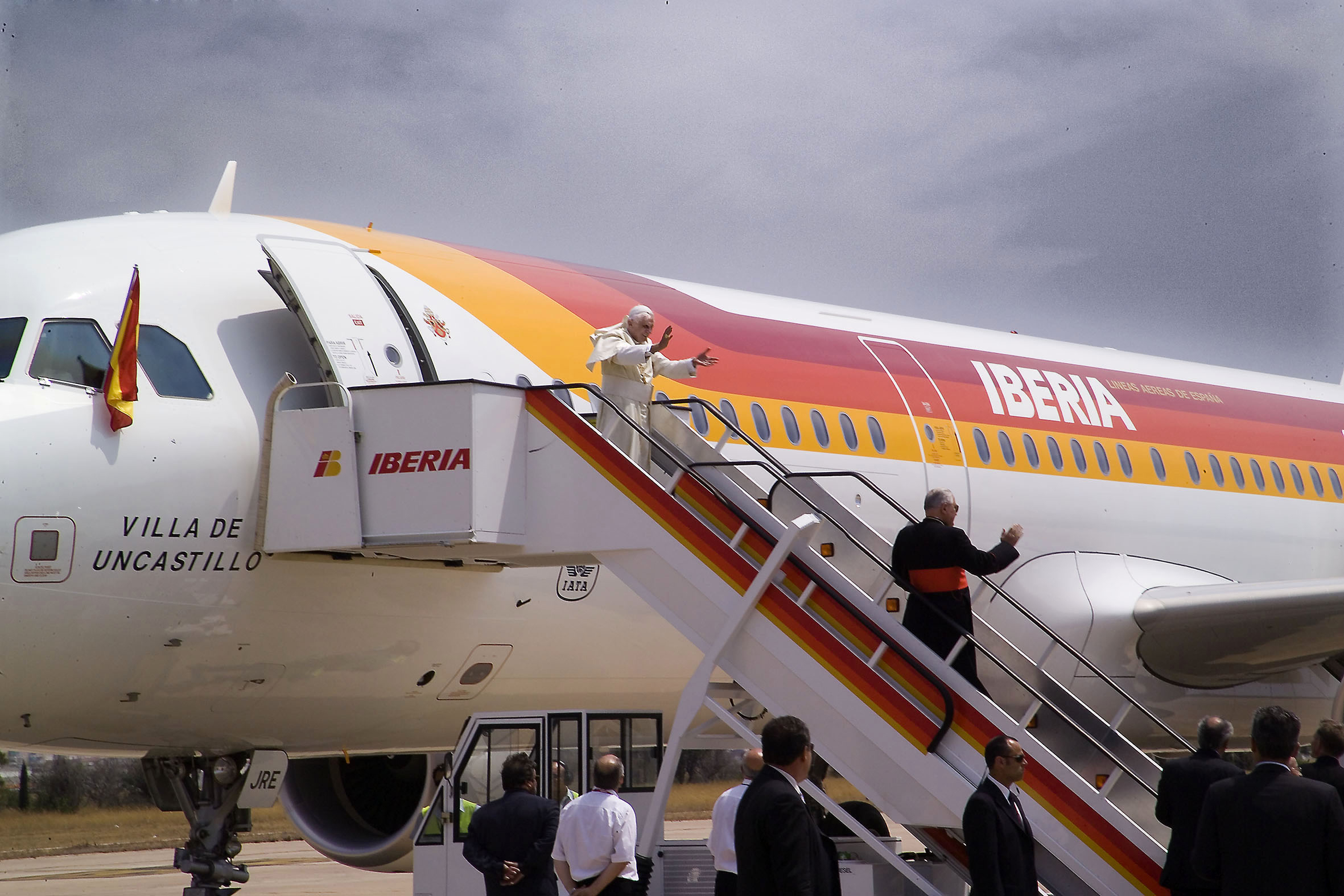
La visita de Benedicto XVI a Valencia, con motivo del V Encuentro Mundial de las Familias, fue duramente criticada por FELGTB al denunciar el despilfarro de dinero público.

Uno de esos enfrentamientos se materializó cuando se emplearon fondos públicos para la visita a Valencia del papa Benedicto XVI con ocasión del V Encuentro Mundial de las Familias, participando en las Jornadas Internacionales de Diversidad Familiar (subvencionadas por el Ministerio de Trabajo y Asuntos Sociales) e inscribiéndose en el colectivo "Jo no t'espere" (Yo no te espero), lo cual fue respondido a su vez con duras críticas por los medios católicos.
Sin embargo, existen organizaciones y grupos cristianos que apoyan al movimiento LGBTI y que mantienen una sintonía con las reivindicaciones de la FELGTB. Es el caso de Redes Cristianas, una organización cristiana crítica y alternativa a la línea oficial de la jerarquía católica. En Argentina podemos indicar al Grupo Angelelli a cuyo integrante Nicolás Alessio, en julio de 2010 se le inició un proceso canónico por su superior, el Obispo de Córdoba, bajo la acusación de apoyar públicamente el matrimonio entre personas del mismo sexo.
El 28 de abril de 2007, FELGTB lanzó la campaña política "Ni un céntimo para quien te discrimina", coincidiendo con la Declaración de la Renta, para que los ciudadanos marquen la casilla "fines sociales" en lugar de la casilla designada para la Iglesia católica.

### Relaciones internacionales
La FELGTB pertenece a ILGA, la asociación internacional LGTB más importante y numerosa del mundo. Con más de 1200 organizaciones localizadas en 132 países, ILGA desde su fundación en 1978 trabaja en la defensa de los derechos para lesbianas, gays, bisexuales, trans e intersex. Por su ubicación geográfica la Federación está adscrita en ILGA Europa.
También forma parte de IGLYO, organización internacional de jóvenes y estudiantes LGTBQ.
En junio de 2010 la FELGTB, junto a COGAM, deciden la expulsión de la marcha del orgullo LGBTI de Madrid, del Ayuntamiento de Tel Aviv que promovía una carroza para promocionar turísticamente la ciudad con la participación de activistas de Asociaciones de Derechos de Gais, Lesbianas, Bisexuales y Transexuales de Israel, debido a la ausencia de condena pública por el Ayuntamiento del incidente del ataque a la flotilla de Gaza. La FELGTB mantuvo la invitación a los activistas. El Colectivo Gay Evangélico y COLEGAS condenarón la exclusión.

## Premios Plumas y Látigos
Desde 2007, la FELGTB concede anualmente los Premios Plumas y Látigos. El nombre de los galardones está inspirado en el libro El látigo y la pluma, ensayo de referencia escrito por Fernando Olmeda, que fue publicado en 2004 y reeditado en 2023 por la editorial Dos Bigotes. Las plumas y menciones reconocen el trabajo de individuos y colectivos que contribuyen a la defensa de los derechos y la visibilidad de las personas LGTB, mientras que los látigos son una denuncia pública de aquellos que inciden en su discriminación.